# بیچ کریک (تنسی)
بیچ کریک (به انگلیسی: Beech Creek) یک منطقهٔ مسکونی در ایالات متحده آمریکا است که در شهرستان وین، تنسی واقع شده‌است.